# 부여 무량사 석등
부여 무량사 석등(扶餘 無量寺 石燈)은 충청남도 부여군 외산면, 무량사 경내에 있는 10세기 무렵 남북국 시대 신라의 석등이다. 1963년 1월 21일 대한민국의 보물 제233호로 지정되었다.

## 개요
무량사 법당 앞뜰에 세워져 있는 8각 석등으로, 불을 밝혀두는 화사석(火舍石)을 중심으로, 아래에는 네모난 바닥돌 위로 3단의 받침돌을 쌓고, 위로는 지붕돌과 머리장식을 얹은 모습이다.
아래받침돌은 연꽃 8잎이 조각되어 있고, 가운데받침은 기둥으로 길게 세워져있으며 그 위로 연꽃이 새겨진 윗받침돌이 놓여 있다. 화사석은 8면 중 4면은 넓고, 4면은 좁은 형태로, 넓은 4면에 창이 뚫려 있다. 지붕돌은 여덟 귀퉁이의 치켜올림과 처마의 경사가 잘 어울려 경쾌한 모습을 보여 주며, 꼭대기에는 자그만 보주(寶珠:연꽃봉오리모양의 장식)가 솟아 있다.
전체적으로 지붕돌이 약간 큰 감이 있으나 경쾌한 곡선으로 인해 무거움이 느껴지지는 않는다. 아래·위받침돌의 연꽃조각은 통일신라 전성기의 화려한 연꽃무늬와는 차이가 있고, 각 부분이 형식적으로 흐른 감이 있다. 만들어진 시기는 통일신라 말에서 고려 초 사이인 10세기경으로 추정된다. 

## 참고 자료
- 부여 무량사 석등 - 국가유산청 국가유산포털
- 이 문서에는 다음커뮤니케이션(현 카카오)에서 GFDL 또는 CC-SA 라이선스로 배포한 글로벌 세계대백과사전의 내용을 기초로 작성된 글이 포함되어 있습니다.